# Akbayan
Akbayan Citizens’ Action Party (Akbayan ist ein Portmanteau aus Aksyon Sambayanan, Filipino für „Bürgeraktion“) ist eine linksgerichtete Partei auf den Philippinen.

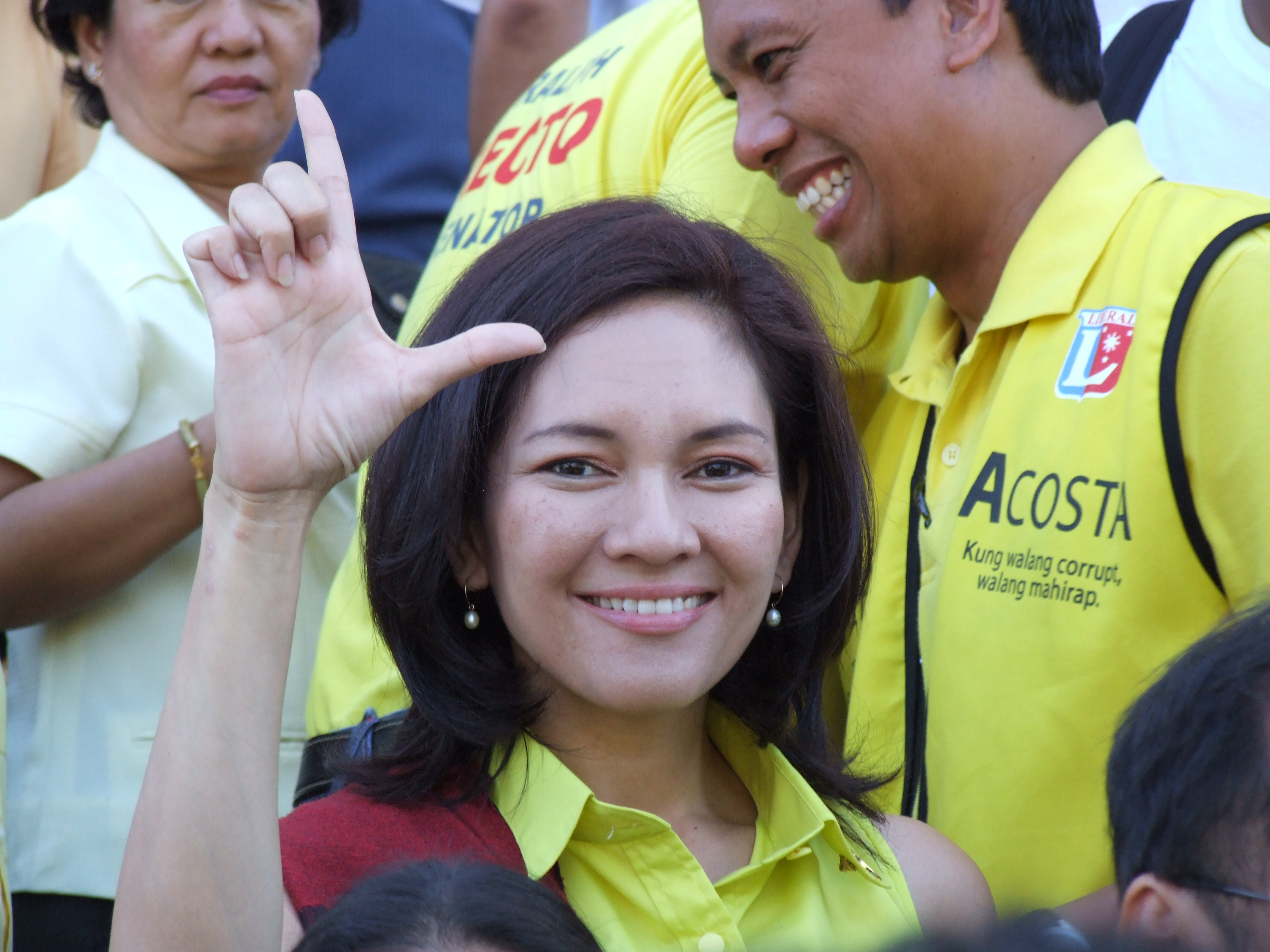
Risa Hontiveros, Parteivorsitzende der Akbayan

## Gründung und Geschichte
Akbayan wurde 1997 aus dem Zusammenschluss vierer linksgerichteter politischer Organisationen gebildet: BISIG („Zusammenschluss für den Fortschritt von sozialistischem Denken und Handeln“), Pandayan („Schmiede der Philippinischen Sozialisten“), MPD (Bewegung für Volksdemokratie) und Siglaya („Jahrhundert der Befreiung“). Alle vier waren aus der EDSA-Revolution gegen die Diktatur Ferdinand Marcos’ 1986 hervorgegangen. Sie waren bis dahin vorwiegend auf der Graswurzelebene tätig, sahen nun aber die Notwendigkeit, auch in die Parteipolitik einzusteigen, die aus ihrer Sicht zu sehr von der gesellschaftlichen Elite und sogenannten „traditionellen Politikern“ (kurz „Trapos“) dominiert wurde.  Auch Mitglieder des demokratischen Netzwerks AR Now schlossen sich Akbayan an, nachdem sie 1998 die eigene Wahlregistrierung verfehlt hatten.
Die Partei arbeitet eng mit verschiedenen Bürgerinitiativen und Nichtregierungsorganisationen (NGOs) zusammen, insbesondere den in der PARRDS (Partnerschaft für Agrarreform und Ländliche Entwicklungsdienste) zusammengeschlossenen. Ihre Führung besteht vorwiegend aus Intellektuellen, ihre Zielgruppe sind aber Arbeiter und Bauern.
Im Oktober 2000 schloss sie sich mit dutzenden anderen Gruppen verschiedener politischer Richtungen zur Protestbewegung KOMPIL II (Kongress des Philippinischen Volkes) zusammen, die den Rücktritt oder die Amtsenthebung des Präsidenten Joseph „Erap“ Estrada forderte.

## Wahlergebnisse und Parlamentsarbeit

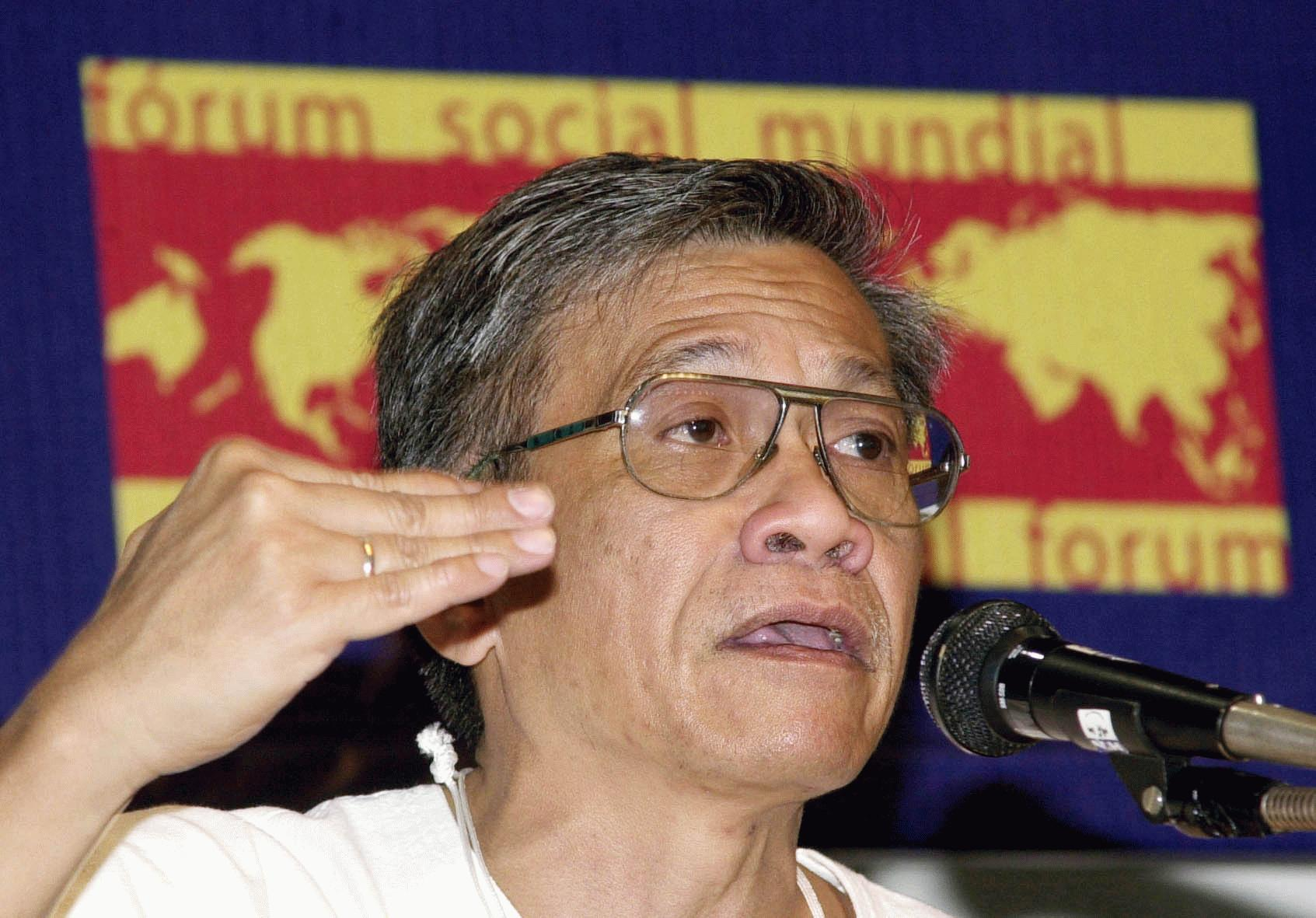
Walden Bello, Mitglied des Repräsentantenhauses (2007–15)

Akbayan hat kaum Chancen, Direktmandate in den Wahlkreisen zu gewinnen (die die große Mehrheit der Sitze im Parlament bestimmen), bewirbt sich aber regelmäßig um die wenigen an Parteilisten vergebenen Sitze. So gewann die Partei 1998 einen, 2001 zwei und 2004 drei Sitze im Repräsentantenhaus. Bei letztgenannter Wahl errang sie mit 6,7 % der für Listenstimmen ihr bislang bestes Ergebnis. Trotz der schwachen numerischen Vertretung der Partei im Parlament wurde die Akbayan-Abgeordnete Etta Rosales zur Vorsitzenden des Ausschusses für politische, Bürger- und Menschenrechte gewählt. In dieser Position wirkte sie an der Ausarbeitung von 20 Gesetzesentwürfen mit, die vom Repräsentantenhaus verabschiedet wurden. Rosales musste 2007 aufgrund der Beschränkung auf drei Amtszeiten aus dem Parlament ausscheiden, seither haben sich die Ergebnisse der Akbayan um 3 % der Parteilistenstimmen und zwei Sitze im Repräsentantenhaus eingependelt. Der Akbayan-Abgeordnete Walden Bello erlangte 2010 einige Aufmerksamkeit, als er in einer Parlamentsrede die Korruption der Präsidentin Gloria Macapagal-Arroyo anprangerte.
Die Senatskandidatin der Partei, Ana Theresia „Risa“ Hontiveros, gewann 2010 – unterstützt von der Allianz der Liberalen – über 9 Millionen Stimmen und kam damit auf den 13. Platz, verpasste also knapp einen der zwölf bei dieser Wahl vergebenen Sitze. 2013 konnte sie – nominiert von der Allianz Team PNoy, dem Akbayan angehörte – ihre Stimmenzahl auf über 10 Millionen steigern, verfehlte aber auf dem 17. Rang wiederum den Einzug in das Oberhaus. Bei der Senatswahl 2016 gelang ihr dann (vorläufigen Ergebnissen zufolge) mit über 15 Millionen Voten als achtplatzierte der Einzug in diese Parlamentskammer.
Stärker als auf die nationale Politik konzentriert sich die Partei aber auf die lokale Ebene. In vielen Barangay (unterste Verwaltungseinheit, entspricht etwa einem Dorf oder Stadtteil) ist sie stark vertreten, in einigen stellt sie sogar den Bürgermeister.